# Zvezde plešejo (3. sezona)
Tretja sezona plesnega šova Zvezde plešejo je bila na sporedu spomladi 2019 na POP TV: začela se je 10. marca, finale pa je bil 26. maja. Zopet sta jo vodila Peter Poles in Tara Zupančič, nespremenjeno pa je bilo tudi sodniško omizje: Andrej Škufca, Katarina Venturini, Nika Ambrožič Urbas in Lado Bizovičar.

## Tekmovalci
| Zvezda                   | Znan(a) po                                         | Profesionalni plesalec | Rezultat                   |
| ------------------------ | -------------------------------------------------- | ---------------------- | -------------------------- |
| Gregor Poljanec - Kirsch | Nekdanji vojak in fant Špele Grošelj               | Martina Plohl          | 1. izpadla 24. marca 2019  |
| Boris Kopitar            | Voditelj in pevec                                  | Nina Gerič             | 2. izpadla 31. marca 2019  |
| Tinkara Fortuna          | Nekdaj članica skupine Bepop                       | Aleksej Rubcov         | 3. izpadla 7. aprila 2019  |
| Igor Mikić               | Radijski voditelj, igralec (Alfa Mikić) in maneken | Valeriya Musina        | 4. izpadla 7. aprila 2019  |
| Denis Vučak              | Pevec v skupini (New) Game Over                    | Nika Bagon             | 5. izpadla 14. aprila 2019 |
| Jana Koteska             | Oblikovalka, manekenka in stilistka                | Tomaž Šter             | 6. izpadla 21. aprila 2019 |
| Klara Lorger             | Pevka v ansamblu Vihar                             | Jernej Brenholc        | 7. izpadla 5. maja 2019    |
| Tina Gorenjak            | Igralka                                            | Miha Vodičar           | 8. izpadla 12. maja 2019   |
| Franko Bajc              | Zmagovalec Kmetije (2018)                          | Svetlana Cigoj         | 9. izpadla 19. maja 2019   |
| Špela Grošelj            | Pevka in voditeljica                               | Miha Perat             | 3. mesto 26. maja 2019     |
| Miha Zupan               | Košarkar                                           | Maja Geršak            | 2. mesto 26. maja 2019     |
| Tanja Žagar              | Pevka                                              | Arnej Ivkovič          | Zmagovalca 26. maja 2019   |

1. ↑  Tako Tinkara kot Igor sta izpadla v 5. oddaji (dvojno izločanje). Tinkara je uvrščena mesto nižje od Igorja, ker je tisti teden od sodnikov prejela nižje ocene, čeprav bi lahko tudi rekli, da sta oba izpadla tretja.

Plesalce v živo spremlja Plesni orkester POP TV pod vodstvom Bojana Zupančiča s pevci Davidom Matićijem, Mitjo Šinkovcem, Karin Zemljič in Martino Majerle (v 1. oddaji namesto nje Lucija Marčič).

## Tabela z ocenami za celo sezono
| Plesni par        | Mesto | 1  | 2  | 3  | 1+3 | 4  | 2+4 | 5  | 6  | 7  | 8  | 9        | 10      | 11 |
| ----------------- | ----- | -- | -- | -- | --- | -- | --- | -- | -- | -- | -- | -------- | ------- | -- |
| Tanja & Arnej     | 1.    | —  | 24 | —  | —   | 26 | 50  | 27 | 27 | 32 | 32 | 37+10=47 | 37+4=41 | 39 |
| Miha & Maja       | 2.    | 27 | —  | 23 | 50  | —  | —   | 22 | 26 | 23 | 26 | 30+4=34  | 39+6=45 | 39 |
| Špela & Miha      | 3.    | 22 | —  | 26 | 48  | —  | —   | 21 | 23 | 28 | 24 | 27+6=33  | 35+8=43 | 36 |
| Franko & Svetlana | 4.    | —  | 20 | —  | —   | 15 | 35  | 18 | 21 | 24 | 32 | 32+8=40  | 34+2=36 |    |
| Tina & Miha       | 5.    | —  | 26 | —  | —   | 27 | 53  | 27 | 24 | 27 | 35 | 30+2=32  |         |    |
| Klara & Jernej    | 6.    | 15 | —  | 18 | 33  | —  | —   | 17 | 17 | 22 | 23 |          |         |    |
| Jana & Tomaž      | 7.    | 21 | —  | 22 | 43  | —  | —   | 23 | 20 | 21 |    |          |         |    |
| Denis & Nika      | 8.    | 18 | —  | 16 | 34  | —  | —   | 23 | 16 |    |    |          |         |    |
| Igor & Valeriya   | 9.    | —  | 14 | —  | —   | 26 | 40  | 21 |    |    |    |          |         |    |
| Tinkara & Aleksej | 10.   | —  | 17 | —  | —   | 21 | 38  | 20 |    |    |    |          |         |    |
| Boris & Nina      | 11.   | —  | 15 | —  | —   | 14 | 29  |    |    |    |    |          |         |    |
| Gregor & Martina  | 12.   | 18 | —  | 23 | 41  |    |     |    |    |    |    |          |         |    |

     par, ki je bil tisti teden izločen
     par, ki je bil tisti teden ogrožen, a ne izločen
     par, ki je odstopil
     zmagovalni par
     drugouvrščeni par
     tretjeuvrščeni par
Rdeče najnižja ocena tedna/plesa
Zeleno najvišja ocena tedna/plesa
"—" par, ki tisti teden ni plesal
1. ↑  Tako Tinkara kot Igor sta izpadla v 5. oddaji (dvojno izločanje). Tinkara je uvrščena mesto nižje od Igorja, ker je tisti teden od sodnikov prejela nižje ocene.
2. ↑  Prve štiri oddaje so bili tekmovalci razdeljeni v dve skupini: prva je nastopila v 1. in 3. oddaji, druga pa v 2. in 4. V 3. oddaji je izpadel Gregor iz prve skupine, teden pozneje pa Boris iz druge. Ker je Gregor izpadel pred Borisom, je slednji uvrščen mesto višje, čeprav je pri obeh šlo za isto "raven izločanja".

## Tedenske ocene, plesi in pesmi

#### 1. oddaja
- 10. marec 2019
- Uvodna točka: "Don't Stop Me Now" (Queen) − vsi zvezdniški in profesionalni plesalci
- V prvi oddaji je nastopilo prvih 6 plesnih parov. Izločanja ni bilo.

| #  | Plesni par       | Ples              | Pesem                                        | Ocene sodnikov | Ocene sodnikov | Ocene sodnikov | Ocene sodnikov | Ocene sodnikov |
| #  | Plesni par       | Ples              | Pesem                                        | L              | N              | K              | A              | ∑              |
| -- | ---------------- | ----------------- | -------------------------------------------- | -------------- | -------------- | -------------- | -------------- | -------------- |
| 1. | Denis & Nika     | salsa             | "Ubila si del mene" (Game Over)              | 5              | 6              | 4              | 3              | 18             |
| 2. | Jana & Tomaž     | čačača            | "Lep je dan" (Anja Rupel)                    | 7              | 6              | 5              | 3              | 21             |
| 3. | Klara & Jernej   | dunajski valček   | "Ne primerjaj me z njo" (Ans. Vihar)         | 5              | 5              | 3              | 2              | 15             |
| 4. | Gregor & Martina | argentinski tango | "GoldenEye" (Tina Turner)                    | 5              | 6              | 4              | 3              | 18             |
| 5. | Špela & Miha     | čačača            | "Brizgalna brizga" (Atomik Harmonik)         | 6              | 8              | 4              | 4              | 22             |
| 6. | Miha & Maja      | slowfox           | "Can't Take My Eyes off You" (Frankie Valli) | 7              | 8              | 7              | 5              | 27             |

#### 2. oddaja
- 17. marec 2019
- Uvodna točka: "Shout" (The Isley Brothers) − profesionalni plesalci
- V drugi oddaji je nastopilo drugih 6 plesnih parov. Izločanja ni bilo.
- Prvič v treh sezonah je bila podeljena ocena 1.

| #  | Plesni par        | Ples            | Pesem                              | Ocene sodnikov | Ocene sodnikov | Ocene sodnikov | Ocene sodnikov | Ocene sodnikov |
| #  | Plesni par        | Ples            | Pesem                              | L              | N              | K              | A              | ∑              |
| -- | ----------------- | --------------- | ---------------------------------- | -------------- | -------------- | -------------- | -------------- | -------------- |
| 1. | Tinkara & Aleksej | čačača          | "Moje sonce" (Bepop)               | 5              | 6              | 4              | 2              | 17             |
| 2. | Boris & Nina      | dunajski valček | "Žametne vrtnice" (Boris Kopitar)  | 5              | 5              | 3              | 2              | 15             |
| 3. | Igor & Valeriya   | čačača          | "U Can't Touch This" (MC Hammer)   | 5              | 5              | 3              | 1              | 14             |
| 4. | Tina & Miha       | slowfox         | "Fever" (Peggy Lee)                | 7              | 8              | 6              | 5              | 26             |
| 5. | Franko & Svetlana | dunajski valček | "You Are the Reason" (Calum Scott) | 6              | 7              | 4              | 3              | 20             |
| 6. | Tanja & Arnej     | čačača          | "Dadi ladi" (Tanja Žagar)          | 7              | 7              | 6              | 4              | 24             |

#### 3. oddaja
- 24. marec 2019
- Uvodna točka: "Shape of You" (Ed Sheeran) − profesionalni plesalci
- V tretji oddaji je svoj drugi ples odplesalo prvih 6 parov iz prve oddaje. Tisti, ki so v 1. oddaji plesali standardni ples, so morali tokrat plesati latinskoameriškega in obratno.
- Sodniškim ocenam iz 3. oddaje so se prištele ocene iz 1. oddaje. Glasovom gledalcem za drugi ples so se prišteli glasovi gledalcev za prvi ples iz 1. oddaje.

| #  | Plesni par       | Ples              | Pesem                                 | Ocene sodnikov | Ocene sodnikov | Ocene sodnikov | Ocene sodnikov | Ocene sodnikov | Ocene sodnikov         | Ocene sodnikov | Rezultat |
| #  | Plesni par       | Ples              | Pesem                                 | L              | N              | K              | A              | ∑              | ∑ ocen 1. in 3. oddaje | Točke          | Rezultat |
| -- | ---------------- | ----------------- | ------------------------------------- | -------------- | -------------- | -------------- | -------------- | -------------- | ---------------------- | -------------- | -------- |
| 1. | Jana & Tomaž     | dunajski valček   | "I Put a Spell on You" (Annie Lennox) | 7              | 7              | 5              | 3              | 22             | 43                     | 4              | Ogrožena |
| 2. | Klara & Jernej   | salsa             | "Dr. Beat" (Gloria Estefan)           | 5              | 6              | 4              | 3              | 18             | 33                     | 1              | Varna    |
| 3. | Denis & Nika     | slowfox           | "Just the Way You Are" (Bruno Mars)   | 5              | 6              | 3              | 2              | 16             | 34                     | 2              | Varna    |
| 4. | Miha & Maja      | čačača            | "Sex Bomb" (Tom Jones)                | 7              | 7              | 5              | 4              | 23             | 50                     | 6              | Varna    |
| 5. | Gregor & Martina | čačača            | "24000 poljubov" (Magnifico)          | 6              | 8              | 6              | 3              | 23             | 41                     | 3              | Izločena |
| 6. | Špela & Miha     | argentinski tango | "Tanguera" (Sexteto Mayor)            | 8              | 8              | 6              | 4              | 26             | 48                     | 5              | Varna    |

#### 4. oddaja
- 31. marec 2019
- Namesto uvodne točke so profesionalni plesalci svojo točko (na temo filmov) odplesali med glasovanjem.
- V četrti oddaji je svoj drugi ples odplesalo drugih 6 parov iz druge oddaje. Tisti, ki so v 2. oddaji plesali standardni ples, so morali tokrat plesati latinskoameriškega in obratno.
- Sodniškim ocenam iz 4. oddaje so se prištele ocene iz 2. oddaje. Glasovom gledalcem za drugi ples so se prišteli glasovi gledalcev za prvi ples iz 2. oddaje.

| #  | Plesni par        | Ples      | Pesem                                           | Ocene sodnikov | Ocene sodnikov | Ocene sodnikov | Ocene sodnikov | Ocene sodnikov | Ocene sodnikov         | Ocene sodnikov | Rezultat |
| #  | Plesni par        | Ples      | Pesem                                           | L              | N              | K              | A              | ∑              | ∑ ocen 2. in 4. oddaje | Točke          | Rezultat |
| -- | ----------------- | --------- | ----------------------------------------------- | -------------- | -------------- | -------------- | -------------- | -------------- | ---------------------- | -------------- | -------- |
| 1. | Tanja & Arnej     | slowfox   | "The Way You Look Tonight" (Frank Sinatra)      | 8              | 8              | 6              | 4              | 26             | 50                     | 5              | Varna    |
| 2. | Tinkara & Aleksej | quickstep | "Boogie Woogie Bugle Boy" (The Andrews Sisters) | 6              | 7              | 5              | 3              | 21             | 38                     | 3              | Varna    |
| 3. | Boris & Nina      | čačača    | "Zaplešiva draga ča-ča-ča" (Obvezna smer)       | 4              | 5              | 3              | 2              | 14             | 29                     | 1              | Izločena |
| 4. | Tina & Miha       | čačača    | "Get the Party Started" (Shirley Bassey)        | 8              | 8              | 7              | 4              | 27             | 53                     | 6              | Varna    |
| 5. | Igor & Valeriya   | tango     | "SexyBack" (Justin Timberlake ft. Timbaland)    | 7              | 8              | 7              | 4              | 26             | 40                     | 4              | Ogrožena |
| 6. | Franko & Svetlana | čačača    | "Hot Stuff" (Donna Summer)                      | 4              | 6              | 3              | 2              | 15             | 35                     | 2              | Varna    |

#### 5. oddaja
- 7. april 2019
- Tema: filmski teden
- Od tekmovanja sta se poslovila dva para (dvojno izločanje).

| #   | Plesni par        | Ples              | Pesem (film)                                              | Ocene sodnikov | Ocene sodnikov | Ocene sodnikov | Ocene sodnikov | Ocene sodnikov | Ocene sodnikov | Rezultat |
| #   | Plesni par        | Ples              | Pesem (film)                                              | L              | N              | K              | A              | ∑              | Točke          | Rezultat |
| --- | ----------------- | ----------------- | --------------------------------------------------------- | -------------- | -------------- | -------------- | -------------- | -------------- | -------------- | -------- |
| 1.  | Denis & Nika      | čarlston          | "Hey Pachuco!" (Maska)                                    | 6              | 7              | 6              | 4              | 23             | 9              | Varna    |
| 2.  | Špela & Miha      | slowfox           | "Let It Go" (Ledeno kraljestvo)                           | 6              | 7              | 5              | 3              | 21             | 7              | Varna    |
| 3.  | Igor & Valeriya   | pasodoble         | "Gonna Fly Now (Theme from Rocky)" (Rocky)                | 6              | 7              | 5              | 3              | 21             | 7              | Izločena |
| 4.  | Klara & Jernej    | čarlston          | "The Lonely Goatherd" (Moje pesmi, moje sanje)            | 5              | 5              | 4              | 3              | 17             | 4              | Ogrožena |
| 5.  | Tinkara & Aleksej | dunajski valček   | "Once Upon a Dream" (Trnuljčica)                          | 5              | 7              | 5              | 3              | 20             | 6              | Izločena |
| 6.  | Franko & Svetlana | tango             | "The Raiders March (Indiana Jones Theme)" (Indiana Jones) | 5              | 6              | 4              | 3              | 18             | 5              | Varna    |
| 7.  | Jana & Tomaž      | quickstep         | "Show Me How You Burlesque" (Burleska)                    | 6              | 7              | 6              | 4              | 23             | 9              | Varna    |
| 8.  | Miha & Maja       | angleški valček   | "Unchained Melody" (Duh)                                  | 6              | 6              | 6              | 4              | 22             | 8              | Varna    |
| 9.  | Tina & Miha       | čarlston          | "Cabaret" (Kabaret)                                       | 7              | 8              | 7              | 5              | 27             | 10             | Varna    |
| 10. | Tanja & Arnej     | argentinski tango | "El Tango de Roxanne" (Moulin Rouge)                      | 8              | 8              | 7              | 4              | 27             | 10             | Varna    |

#### 6. oddaja
- 14. april 2019
- Tema: skrivne pregrehe
- Uvodna točka profesionalnih plesalcev: "Fireball" (Pitbull ft. John Ryan)

| #  | Plesni par        | Ples      | Pregreha                | Pesem                                                                    | Ocene sodnikov | Ocene sodnikov | Ocene sodnikov | Ocene sodnikov | Ocene sodnikov | Ocene sodnikov | Rezultat |
| #  | Plesni par        | Ples      | Pregreha                | Pesem                                                                    | L              | N              | K              | A              | ∑              | Točke          | Rezultat |
| -- | ----------------- | --------- | ----------------------- | ------------------------------------------------------------------------ | -------------- | -------------- | -------------- | -------------- | -------------- | -------------- | -------- |
| 1. | Miha & Maja       | čarlston  | sladoled                | "Yes Sir, That's My Baby"                                                | 7              | 7              | 7              | 5              | 26             | 7              | Varna    |
| 2. | Denis & Nika      | čačača    | superge blagovnih znamk | "I Don't Like It, I Love It" (Flo Rida ft. Robin Thicke & Verdine White) | 5              | 5              | 4              | 2              | 16             | 1              | Izločena |
| 3. | Tina & Miha       | quickstep | zobje                   | "9 to 5" (Dolly Parton)                                                  | 6              | 8              | 6              | 4              | 24             | 6              | Varna    |
| 4. | Franko & Svetlana | salsa     | adrenalin               | "Adrenalina" (Wisin ft. Jennifer Lopez & Ricky Martin)                   | 5              | 7              | 5              | 4              | 21             | 4              | Varna    |
| 5. | Jana & Tomaž      | jive      | majoneza                | "Wake Me Up Before You Go-Go" (Wham!)                                    | 6              | 6              | 5              | 3              | 20             | 3              | Ogrožena |
| 6. | Klara & Jernej    | tango     | umetne trepalnice       | "Sarà perché ti amo" (Ricchi e Poveri)                                   | 5              | 5              | 4              | 3              | 17             | 2              | Varna    |
| 7. | Tanja & Arnej     | jive      | žabe                    | "Dear Future Husband" (Meghan Trainor)                                   | 8              | 8              | 7              | 4              | 27             | 8              | Varna    |
| 8. | Špela & Miha      | salsa     | telefon                 | "Italiana" (Severina)                                                    | 6              | 7              | 6              | 4              | 23             | 5              | Varna    |

#### 7. oddaja
- 21. april 2019
- Uvodna točka profesionalnih plesalcev: "There's No Business Like Show Business"
- V sedmi oddaji so zvezdniki (le za tisti teden) zamenjali soplesalce.

| #  | Plesni par      | Ples              | Pesem                                        | Ocene sodnikov | Ocene sodnikov | Ocene sodnikov | Ocene sodnikov | Ocene sodnikov | Ocene sodnikov | Rezultat |
| #  | Plesni par      | Ples              | Pesem                                        | L              | N              | K              | A              | ∑              | Točke          | Rezultat |
| -- | --------------- | ----------------- | -------------------------------------------- | -------------- | -------------- | -------------- | -------------- | -------------- | -------------- | -------- |
| 1. | Jana & Jernej   | salsa             | "You Make Me Feel (Mighty Real)" (Sylvester) | 6              | 6              | 6              | 3              | 21             | 1              | Izločena |
| 2. | Špela & Arnej   | angleški valček   | "Kissing You" (Des'ree)                      | 8              | 8              | 7              | 5              | 28             | 6              | Varna    |
| 3. | Tanja & Miha V. | pasodoble         | "Diablo rojo"                                | 9              | 9              | 8              | 6              | 32             | 7              | Varna    |
| 4. | Klara & Tomaž   | samba             | "Zatreskan sem vate" (Pop Design)            | 6              | 7              | 5              | 4              | 22             | 2              | Ogrožena |
| 5. | Franko & Maja   | slowfox           | "Isn't She Lovely" (Stevie Wonder)           | 7              | 7              | 7              | 3              | 24             | 4              | Varna    |
| 6. | Miha & Svetlana | jive              | "Mambo No. 5" (Lou Bega)                     | 6              | 7              | 6              | 4              | 23             | 3              | Varna    |
| 7. | Tina & Miha P.  | argentinski tango | "Whatever Lola Wants" (Gotan Project)        | 7              | 8              | 7              | 5              | 27             | 5              | Varna    |

#### 8. oddaja
- 5. maj 2019
- Tema: leto, ki me je zaznamovalo
- Uvodna točka profesionalnih plesalcev: "Is That Alright?" (Lady Gaga)
- Podeljeni sta bili prvi dve "desetki" sezone: od Nike sta jo prejela Franko-Svetlana in Tina-Miha.
- Z osmo oddajo so se začeli plesni dvoboji (ki so nekoliko drugačni kot v prvih dveh sezonah). V plesnem dvoboju se pomerita ogrožena para, ki hkrati odplešeta isti ples na isto glasbo (vsak par na svoji polovici plesišča – split screen). Pari ne vedo vnaprej, kateri ples se bo plesal v plesnem dvoboju, ampak to izvedo tik pred samim dvobojem. Sodniki nato glasujejo za par, ki je bil po njihovem mnenju boljši in si zasluži ostati v tekmovanju. V primeru izenačenja pretehta glas glavnega sodnika – Andreja Škufce.

| #  | Plesni par        | Ples            | Pesem                          | Ocene sodnikov | Ocene sodnikov | Ocene sodnikov | Ocene sodnikov | Ocene sodnikov | Ocene sodnikov | Rezultat |
| #  | Plesni par        | Ples            | Pesem                          | L              | N              | K              | A              | ∑              | Točke          | Rezultat |
| -- | ----------------- | --------------- | ------------------------------ | -------------- | -------------- | -------------- | -------------- | -------------- | -------------- | -------- |
| 1. | Špela & Miha      | samba           | "Nostalgija" (Špela Grošelj)   | 6              | 7              | 6              | 5              | 24             | 3              | Ogrožena |
| 2. | Klara & Jernej    | angleški valček | "You Light Up My Life"         | 6              | 7              | 6              | 4              | 23             | 2              | Izločena |
| 3. | Franko & Svetlana | pasodoble       | "Run Boy Run" (Woodkid)        | 8              | 10             | 8              | 6              | 32             | 5              | Varna    |
| 4. | Tanja & Arnej     | quickstep       | "Go Mama" (Wayne Beckford)     | 9              | 9              | 8              | 6              | 32             | 5              | Varna    |
| 5. | Tina & Miha       | show dance      | "Fix You" (Coldplay)           | 9              | 10             | 9              | 7              | 35             | 6              | Varna    |
| 6. | Miha & Maja       | dunajski valček | "We Are the Champions" (Queen) | 7              | 7              | 7              | 5              | 26             | 4              | Varna    |

- Plesni dvoboj

| Plesni par     | Ples  | Pesem                                        | Glasovi sodnikov             |
| -------------- | ----- | -------------------------------------------- | ---------------------------- |
| Klara & Jernej | salsa | "Conga" (Miami Sound Machine/Gloria Estefan) |                              |
| Špela & Miha   | salsa | "Conga" (Miami Sound Machine/Gloria Estefan) | Katarina, Nika, Lado, Andrej |

#### 9. oddaja
- 12. maj 2019
- Plesni pari so zaplesali v trojicah z zvezdniki iz preteklih sezon.
- Poleg tega so se pari pomerili v tekmovanju v plesnih dvigih (na "One Kiss" Calvina Harrisa in Due Lipe). Sodniki so njihove dvige ocenili in podelili 10, 8, 6, 4 in 2 točki (10 najboljšemu in 2 najslabšemu paru). Te točke so se prištele ocenam sodnikov za ples v trojicah.

| #  | Plesni par        | Trojček                 | Ples              | Pesem                                 | Ocene sodnikov | Ocene sodnikov | Ocene sodnikov | Ocene sodnikov | Ocene sodnikov | Ocene sodnikov | Ocene sodnikov | Rezultat |
| #  | Plesni par        | Trojček                 | Ples              | Pesem                                 | L              | N              | K              | A              | Dvigi          | ∑              | Točke          | Rezultat |
| -- | ----------------- | ----------------------- | ----------------- | ------------------------------------- | -------------- | -------------- | -------------- | -------------- | -------------- | -------------- | -------------- | -------- |
| 1. | Miha & Maja       | Rebeka Dremelj          | salsa             | "La copa de la vida" (Ricky Martin)   | 8              | 8              | 8              | 6              | 4              | 34             | 3              | Varna    |
| 2. | Franko & Svetlana | Gorka Berden            | argentinski tango | "Mi confesión" (Gotan Project)        | 9              | 9              | 8              | 6              | 8              | 40             | 4              | Varna    |
| 3. | Tanja & Arnej     | Dejan Vunjak            | čarlston          | "Hot Honey Rag" (iz muzikala Chicago) | 10             | 10             | 9              | 8              | 10             | 47             | 5              | Varna    |
| 4. | Tina & Miha       | Gašper Rifelj           | rumba             | "Wicked Game" (Chris Isaak)           | 8              | 8              | 8              | 6              | 2              | 32             | 1              | Izločena |
| 5. | Špela & Miha      | Denis Porčič - Chorchyp | tango             | "Maneater" (Nelly Furtado)            | 7              | 7              | 7              | 6              | 6              | 33             | 2              | Ogrožena |

- Plesni dvoboj

| Plesni par   | Ples | Pesem                         | Glasovi sodnikov       |
| ------------ | ---- | ----------------------------- | ---------------------- |
| Tina & Miha  | jive | "Reet Petite" (Jackie Wilson) | Lado                   |
| Špela & Miha | jive | "Reet Petite" (Jackie Wilson) | Katarina, Nika, Andrej |

#### 10. oddaja – polfinale
- 19. maj 2019

| #  | Plesni par        | Ples            | Pesem                                 | Ocene sodnikov | Ocene sodnikov | Ocene sodnikov | Ocene sodnikov | Ocene sodnikov | Ocene sodnikov | Ocene sodnikov | Rezultat |
| #  | Plesni par        | Ples            | Pesem                                 | L              | N              | K              | A              | Izziv          | ∑              | Točke          | Rezultat |
| -- | ----------------- | --------------- | ------------------------------------- | -------------- | -------------- | -------------- | -------------- | -------------- | -------------- | -------------- | -------- |
| 1. | Tanja & Arnej     | dunajski valček | "Naj pada zdaj dež" (Foxy Teens)      | 10             | 10             | 9              | 8              | 4              | 41             | 2              | Varna    |
| 2. | Špela & Miha      | pasodoble       | "Explosive" (Bond)                    | 9              | 9              | 9              | 8              | 8              | 43             | 3              | Ogrožena |
| 3. | Franko & Svetlana | rumba           | "Say You Won't Let Go" (James Arthur) | 9              | 9              | 9              | 7              | 2              | 36             | 1              | Izločena |
| 4. | Miha & Maja       | tango           | "Believer" (Imagine Dragons)          | 10             | 10             | 10             | 9              | 6              | 45             | 4              | Varna    |

- Tokratni izziv je bil plesni četveroboj (plesna tekma): na plesišču so morali vsi 4 pari naenkrat 2 minuti plesati na vnaprej neznano glasbo in se pomeriti drug proti drugemu (tako se pleše na pravih plesnih tekmovanjih), in sicer v štirih plesih: čačača, slowfox, tango in jive. Sodniki so za izziv podelili 8 (najboljšemu), 6, 4 in 2 (najslabšemu paru) točki. Te točke so se prištele ocenam za "individualni" ples.

| Ples    | Pesem                                                                     |
| ------- | ------------------------------------------------------------------------- |
| čačača  | "I Like It Like That" (Pete Rodriguez/The Blackout All-Stars/Tito Nieves) |
| slowfox | "Fly Me to the Moon" (Frank Sinatra)                                      |
| tango   | "Sweet Dreams (Are Made of This)" (Eurythmics)                            |
| jive    | "Shake a Tail Feather"                                                    |

- Plesni dvoboj

| Plesni par        | Ples     | Pesem                                             | Glasovi sodnikov             |
| ----------------- | -------- | ------------------------------------------------- | ---------------------------- |
| Franko & Svetlana | čarlston | "Sing, Sing, Sing (With a Swing)" (Benny Goodman) |                              |
| Špela & Miha      | čarlston | "Sing, Sing, Sing (With a Swing)" (Benny Goodman) | Katarina, Nika, Lado, Andrej |

#### 11. oddaja − finale
- 26. maj 2019
- Uvodna točka finalistov in profesionalnih plesalcev: "Runaway Baby" (Bruno Mars)
- Popravni izpit: Vsi trije finalni pari so imeli najprej "popravni izpit" iz tistega plesa iz preteklih oddaj, pri katerem so se po mnenju sodnikov odrezali najslabše. Na podlagi popravnega izpita sta bila izbrana 2 superfinalista, o katerih so odločale tako ocene sodnikov kot glasovanje gledalcev. Pred superfinalom se je poslovila Špela Grošelj.

| #  | Plesni par    | Ples                           | Pesem                                          | Ocene sodnikov | Ocene sodnikov | Ocene sodnikov | Ocene sodnikov | Ocene sodnikov | Ocene sodnikov | Rezultat    |
| #  | Plesni par    | Ples                           | Pesem                                          | L              | N              | K              | A              | ∑              | Točke          | Rezultat    |
| -- | ------------- | ------------------------------ | ---------------------------------------------- | -------------- | -------------- | -------------- | -------------- | -------------- | -------------- | ----------- |
| 1. | Špela & Miha  | čačača (iz 1. oddaje)          | "Can't Get You Out of My Head" (Kylie Minogue) | 9              | 10             | 9              | 8              | 36             | 2              | 3. mesto    |
| 2. | Miha & Maja   | dunajski valček (iz 8. oddaje) | "When a Man Loves a Woman"                     | 10             | 10             | 10             | 9              | 39             | 3              | Superfinale |
| 3. | Tanja & Arnej | jive (iz 6. oddaje)            | "Something's Got a Hold on Me" (Etta James)    | 10             | 10             | 10             | 9              | 39             | 3              | Superfinale |

- Med glasovanjem za prvi ples je Lado Bizovičar zapel venček slovenskih evrovizijskih pesmi: Tih deževen dan, Dan najlepših sanj, Dan ljubezni, Ne, ni res, Prisluhni mi, Cvet z juga, Naj bogovi slišijo, Vrag naj vzame, Zbudi se, Vanilija, Lep poletni dan, Stop, Plan B, Verjamem, Samo ljubezen in Narodnozabavni rock.
- Superfinale: V superfinalu sta se pomerila najboljša para Miha-Maja in Tanja-Arnej. Para sta si za superfinalni nastop sama izbrala ples, glasbo, kostume, zgodbo itd. O končnem zmagovalcu so odločali le gledalci.

| Plesni par    | Ples           | Pesem                                                                                                 | Rezultat   |
| ------------- | -------------- | --- | ---------- |
| Miha & Maja   | slowfox        | "Hall of Fame" (The Script ft. will.i.am)                                                             | 2. mesto   |
| Tanja & Arnej | rumba in samba | "Shallow" (Lady Gaga & Bradley Cooper) in "I, Yi, Yi, Yi, Yi (I Like You Very Much)" (Carmen Miranda) | Zmagovalca |

- Tik pred razglasitvijo zmagovalca so vsi pred finalom izpadli zvezdniki in njihovi soplesalci nastopili s skupno plesno točko, pri kateri se jim je na plesišču pridružil tudi orkester, ki je zaigral skladbo "Boogie Wonderland" zasedbe Earth, Wind & Fire.
- Zmaga in plesni globus sta šla v roke Tanje Žagar in Arneja Ivkoviča.